# Thomas S. Huang
Thomas Shi-Tao Huang (chinesisch 黄煦涛, * 26. Juni 1936 in Shanghai; † 25. April 2020) war ein chinesisch-US-amerikanischer Informatiker. Er war Professor an der University of Illinois at Urbana-Champaign und hatte einen Ruf als führender Wissenschaftler in Computersehen, Signalverarbeitung und Mustererkennung. Außerdem war er ein Pionier auf dem Gebiet der Bildkompression.

## Werdegang
Huang zog 1949 mit seiner Familie nach Taiwan und studierte Elektronik an der National Taiwan University mit dem Bachelor-Abschluss 1956. Danach ging er in die USA und studierte am Massachusetts Institute of Technology mit dem Master-Abschluss 1960 (Picture statistics and linearly interpolative coding) und der Promotion 1963 (Pictorial noise). Betreuer waren Peter Elias und William F. Schreiber. Er blieb bis 1973 am MIT und wurde dann Professor an der Purdue University und Direktor von dessen Labor für Informations- und Signalverarbeitung. 1980 wurde er Professor an der University of Illinois at Urbana-Champaign, an der er 1996 William L. Everitt Distinguished Professor für Elektrotechnik und Computeringenieurwesen wurde. Außerdem war er an deren Coordinated Science Laboratory und Leiter der Bildverarbeitungsgruppe am Beckman Institute for Advanced Science and Technology und Ko-Leiter von deren Schwerpunkt-Forschungszweig Human Computer Intelligent Interaction. 2012 erhielt er den angesehenen Swanlund-Lehrstuhl. 2014 wurde er emeritiert, blieb aber weiter wissenschaftlich aktiv.
Er befasste sich besonders mit Computersehen, Bildkompression und -codierung, Filtertheorie, Netzwerktheorie, Mustererkennung (z. B. Gestenerkennung), Spracherkennung und Mensch-Computer-Interaktion.
Er war Mitglied der National Academy of Engineering, Fellow der Optical Society of America, der Japan Society for the Promotion of Science, der International Association of Pattern Recognition und des IEEE und auswärtiges Mitglied der Chinesischen Akademie der Wissenschaften und der Chinesischen Akademie für Ingenieurswesen sowie Mitglied der Academia Sinica. 1971/72 war er Guggenheim Fellow und 1977 erhielt er den Humboldt-Forschungspreis. 2001 erhielt er mit Arun N. Netravali die IEEE Jack S. Kilby Signal Processing Medal und 2002 den King-Sun Fu Prize der International Association of Pattern Recognition. Er erhielt den Honda Lifetime Achievement Award.
Er war Gründungsherausgeber des Journal of Computer Vision, Graphics and Image Processing. Huang gehörte zu den hochzitierten Wissenschaftlern in der Informatik.
Seine Familie stiftete in seinem Namen einen Lehrstuhl (Thomas and Margaret Huang Chair) an seiner Universität.

## Schriften (Auswahl)
- mit G. Yang, G. Tang: A fast two-dimensional median filtering algorithm, IEEE Transactions on Acoustics, Speech and Signal Processing, Band 27, 1979, S. 13–18
- mit R. Y. Tsai: Uniqueness and estimation of three-dimensional motion parameters of rigid objects with curved surfaces, IEEE Transactions on Pattern Analysis and Machine Intelligence, 1984, S. 13–27.
- mit K. Arun,  S.D. Blostein: Least-Squares Fitting of Two 3-D Point Sets, IEEE Transactions on Pattern Analysis and Machine Intelligence, 1987, S. 698–700.
- mit Michael Lew, K. Wong: Learning and Feature Selection in Stereo Matching, IEEE Transactions on Pattern Analysis and Machine Intelligence, 1994, S. 869–881.
- mit G. Yang: Human face detection in a complex background, Pattern Recognition, Band 27, 1994, S. 53–63
- mit V. I. Pavlovic, R. Sharma: Visual interpretation of hand gestures for human-computer interaction: A review, IEEE Transactions on Pattern Analysis and Machine Intelligence, Band 19, 1997, S. 677–695
- mit Y. Rui, M. Ortega, S. Mehrotra: Relevance feedback: a power tool for interactive content-based image retrieval, IEEE Transactions on Circuits and Systems for Video Technology, Band 8, 1998, S. 644–655
- mit Yong Rui, Shih-Fu Chang: Image Retrieval: Current Techniques, Promising Directions, and Open Issues, Journal of Visual Communication and Image Representation, Band 10, 1999, S. 39–62
- mit A. M. Bruckstein, R. J. Holt, Arun Netravali: New Devices for 3D Pose Estimation: Mantis Eyes, Agam Paintings, Sundials, and Other Space Fiducials, International Journal of Computer Vision, 2000, S. 131–139.
- mit X. S. Zhou: Relevance Feedback in Image Retrieval: A Comprehensive Review, ACM Multimedia Systems Journal, Band 8, 2003, S. 536–544.
- mit H. Pan, S. E.  Levinson, Z. P.  Liang: A Fused HMM Model with Application to Bimodal Speech Processing, IEEE Transactions On Signal Processing, Band 52, Heft 3, 2004, S. 573–581.
- mit I. Cohen, F. Cozman, N. Sebe, M. Cirelo: Semi-supervised Learning of Classifiers: Theory, Algorithms and Their Applications to Human-Computer Interaction, IEEE Transactions on Pattern Analysis and Machine Intelligence, Band 26, Heft 12, 2004, S. 1553–1567.
- mit A. Jaimes, D. Gatica-Perez, N. Sebe: Human-centered Computing: Toward a Human Revolution, IEEE Computer, Band 40, Heft 5, 2007, S. 30–34.
- mit Z. Zeng, M. Pantic, G. I. Roisman: A survey of affect recognition methods: Audio, visual, and spontaneous expressions, IEEE Transactions on Pattern Analysis and Machine Intelligence, Band 31, 2008, S. 39–58
- mit j. Yang, K. Yu, Y. Gong: Linear spatial pyramid matching using sparse coding for image classification, IEEE Conference on computer vision and pattern recognition, 2009, S. 1794–1801
- mit J. Wright, Y. Ma, J. Mairal, G. Sapiro, S. Yan: Sparse representation for computer vision and pattern recognition, Proc. IEEE, Band 98, 2010, S. 1031–1044
- mit J. Yang, J. Wright, Y. Ma: Image super-resolution via sparse representation,  IEEE transactions on image processing, Band 19, 2010, S. 2861–2873
- mit J. Wang, J. Yang, K. Yu, F. Lv, Y. Gong: Locality-constrained linear coding for image classification, IEEE computer society conference on computer vision and pattern recognition, 2010
- mit G. J. Qi, C. Aggarwal, Q. Tian, H. Ji: Exploring Context and Content Links in Social Media: A Latent Space Method, IEEE Transactions on Pattern Analysis and Machine Intelligence, 2012, S. 850–862.